# Młynówka
Młynówka, německy Mühlgraben a česky lze přeložit jako Mlýnka nebo Mlýnovka, je vodní kanál a původně i hlavní koryto veletoku Odra ve městských čtvrtích Nowa Wieś Królewska a Stare Miasto města Opole (Opolí) v Polsku. Je orientován jiho-severním směrem. Geograficky se také nachází v Opolském vojvodství geomorfologickém celku Pradolina Wrocławska a historickém regionu Horní Slezsko. Młynówka je také nazývaná Opolské Benátky.

## Původ názvu
Název kanálu je odvozen podle starých vodních mlýnů situovaných na obou březích Młynówky.

## Historie a popis
Młynówka nejprve odtéká z Odry v městské čtvrti Nowa Wieś Królewska, protéká čtvrtí Stare Miasto, tvoří východní břeh ostrova Pasieka, a ve Starém Miastě vtéká opět do Odry. Až do velké povodně v roce 1600 byla Młynówka hlavním korytem řeky Odry. Po této povodni se hlavní koryto Odry posunulo na západ (na západní břeh ostrova Pasieka) a Młynówka se stala vedlejším tokem/kanálem, který se v průběhu historie upravoval. V letech 1860-1913 plnila Młynówka roli překladiště, poté tuto roli převzal nově vybudovaný říční přístav v Zakrzówě. V roce 1886 bylo postaveno první zdymadlo. V případě povodně lze Młynówku zcela oddělit od řeky Odry díky nově vybudovaným dvěma zdymadlům. Młynówka je turistickým lákadlem Opole. 

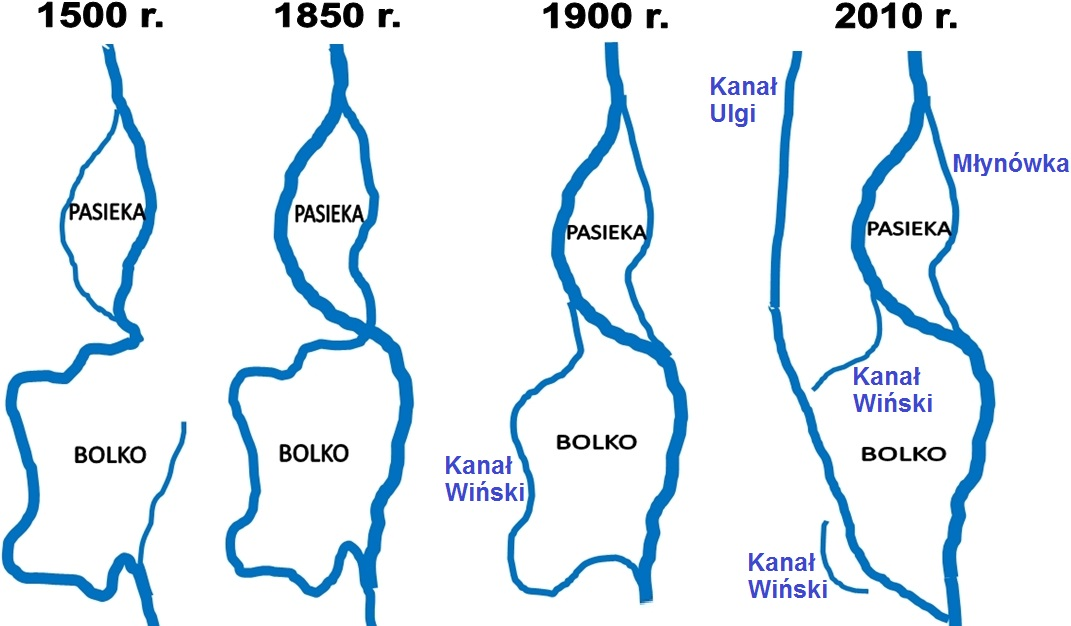
Młynówka a další vodní kanály v Opole.

### Mosty a lávky přes Młynówku
Ve směru od jihu na sever (po směru toku Młynówky):
- lávka pro pěší a cyklisty.
- ocelový železniční most.
- železobetonový most na ulici Korfantego.
- secesní Most Groszowy (Zielony mostek) pro pěší a cyklisty.
- Most Zamkowy (Žlutý most) z 19. století.
- Most Katedralny navazující na Most Piastowski w Opolu, který vede přes Odru.

## Další informace
Pravý a levý břeh Młynówky je celoročně volně přístupný. Přes nábřeží a mosty či lávky Młynówky vedou cyklistické a turistické trasy, např. Szlak miejski ulicami Opola a Via Regia.

## Galerie

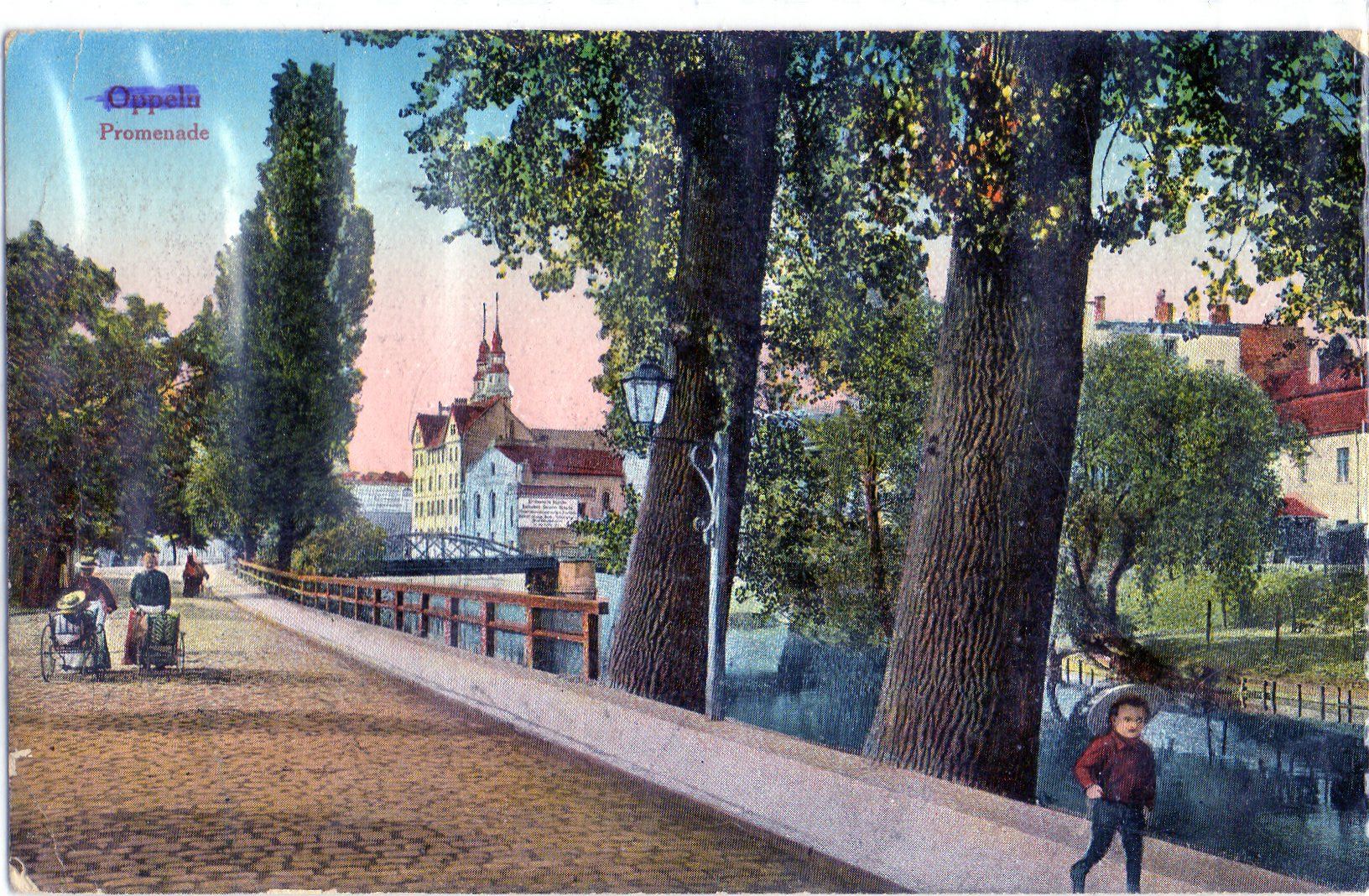
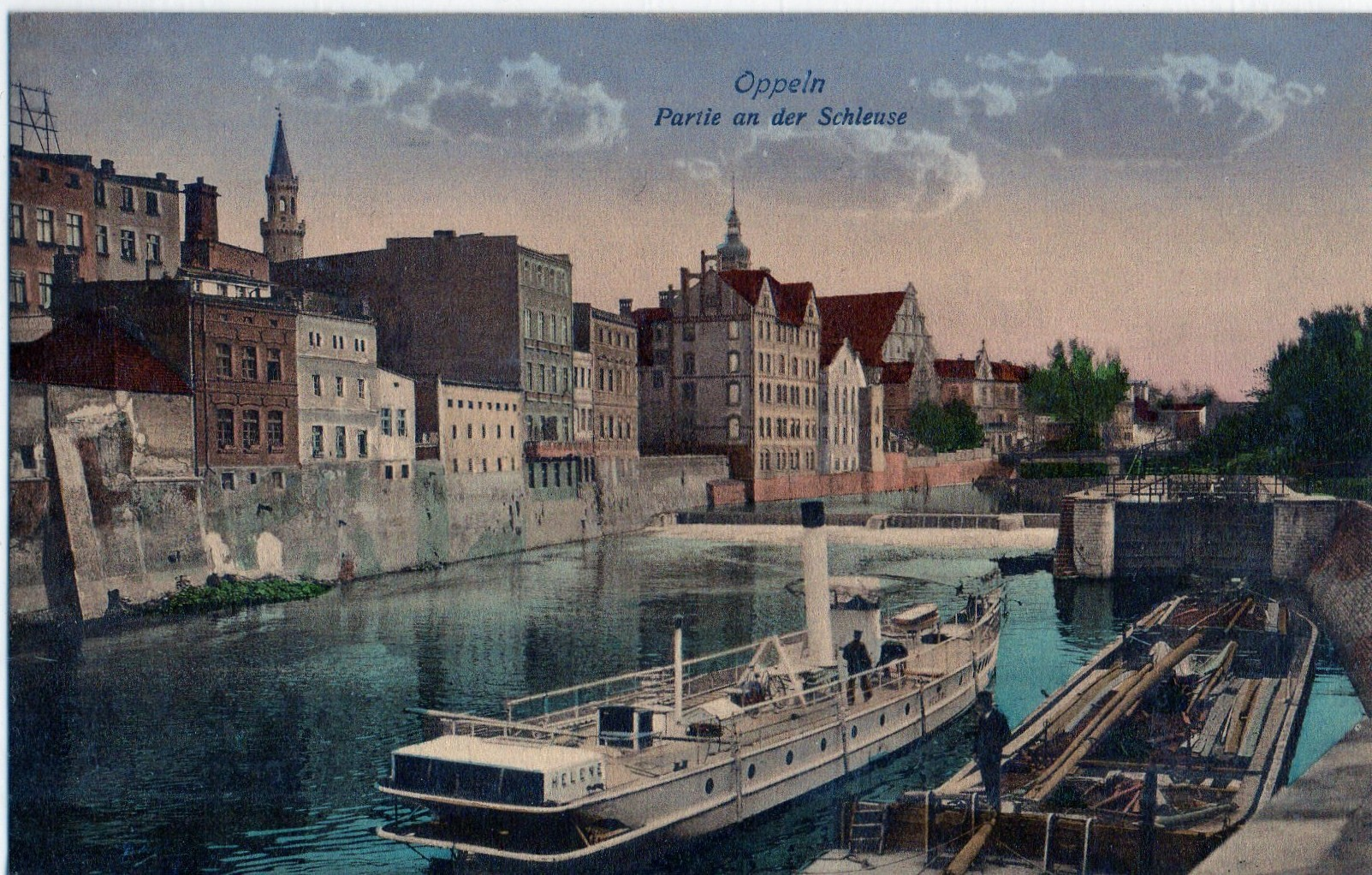
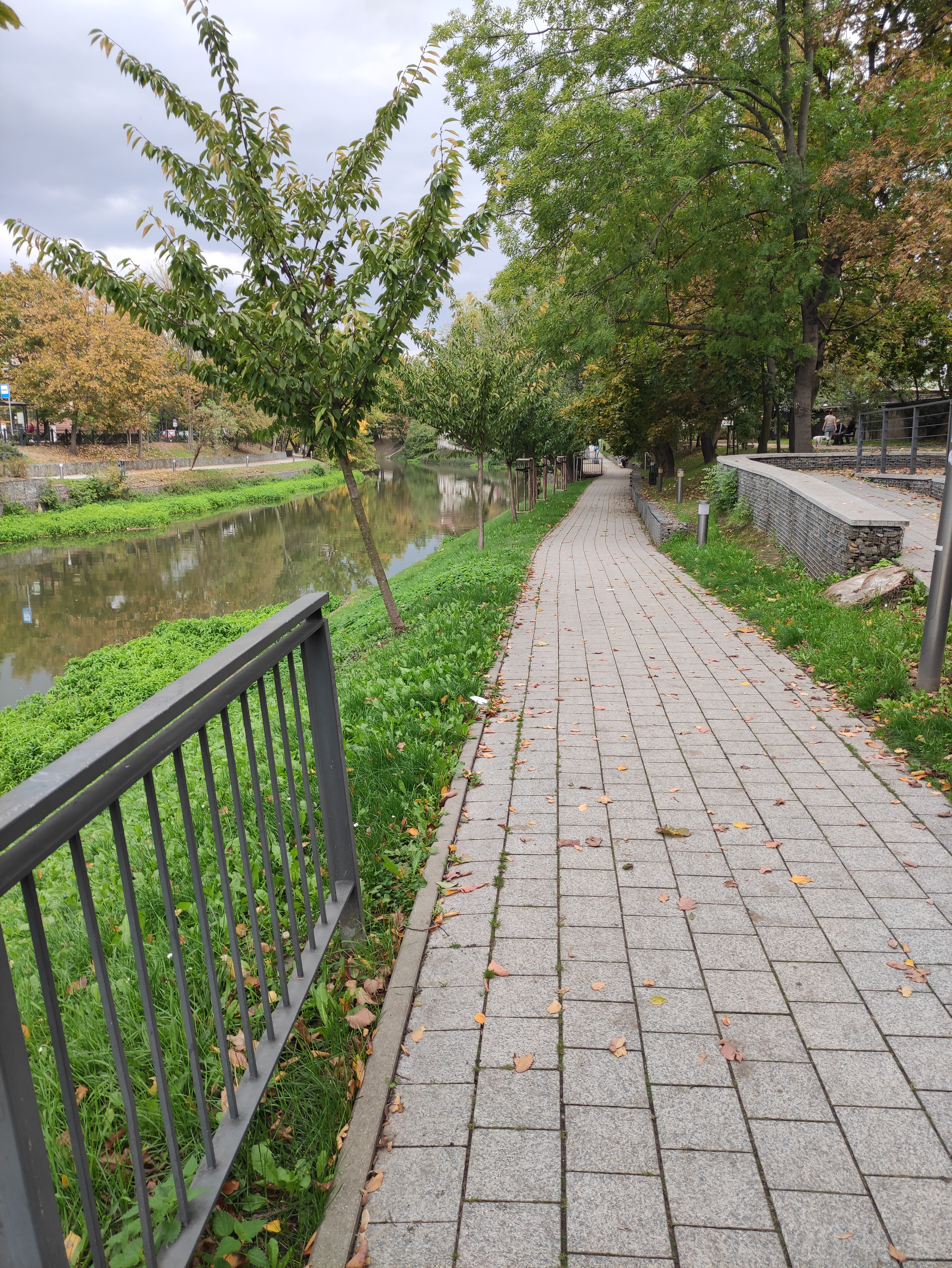
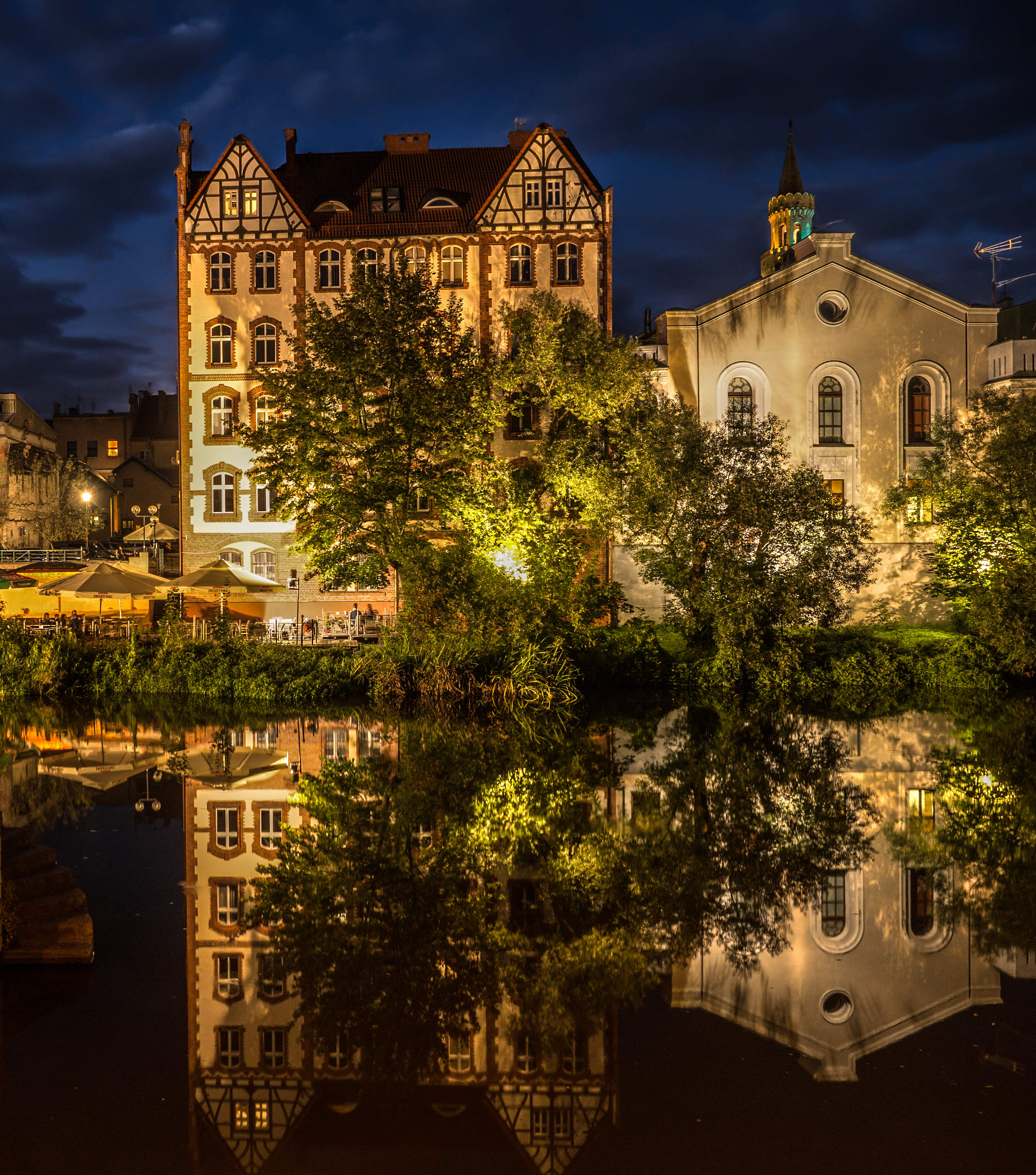
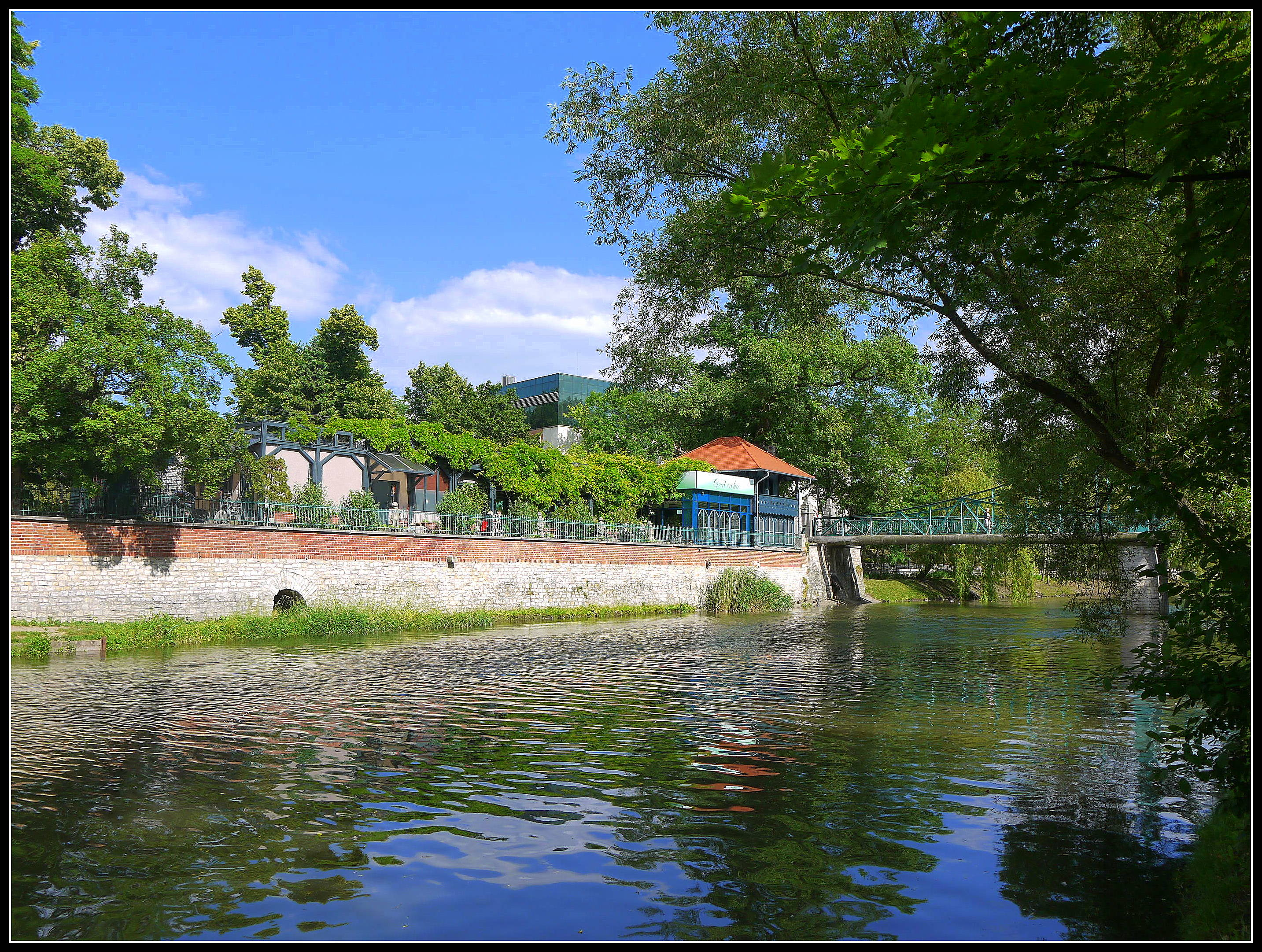
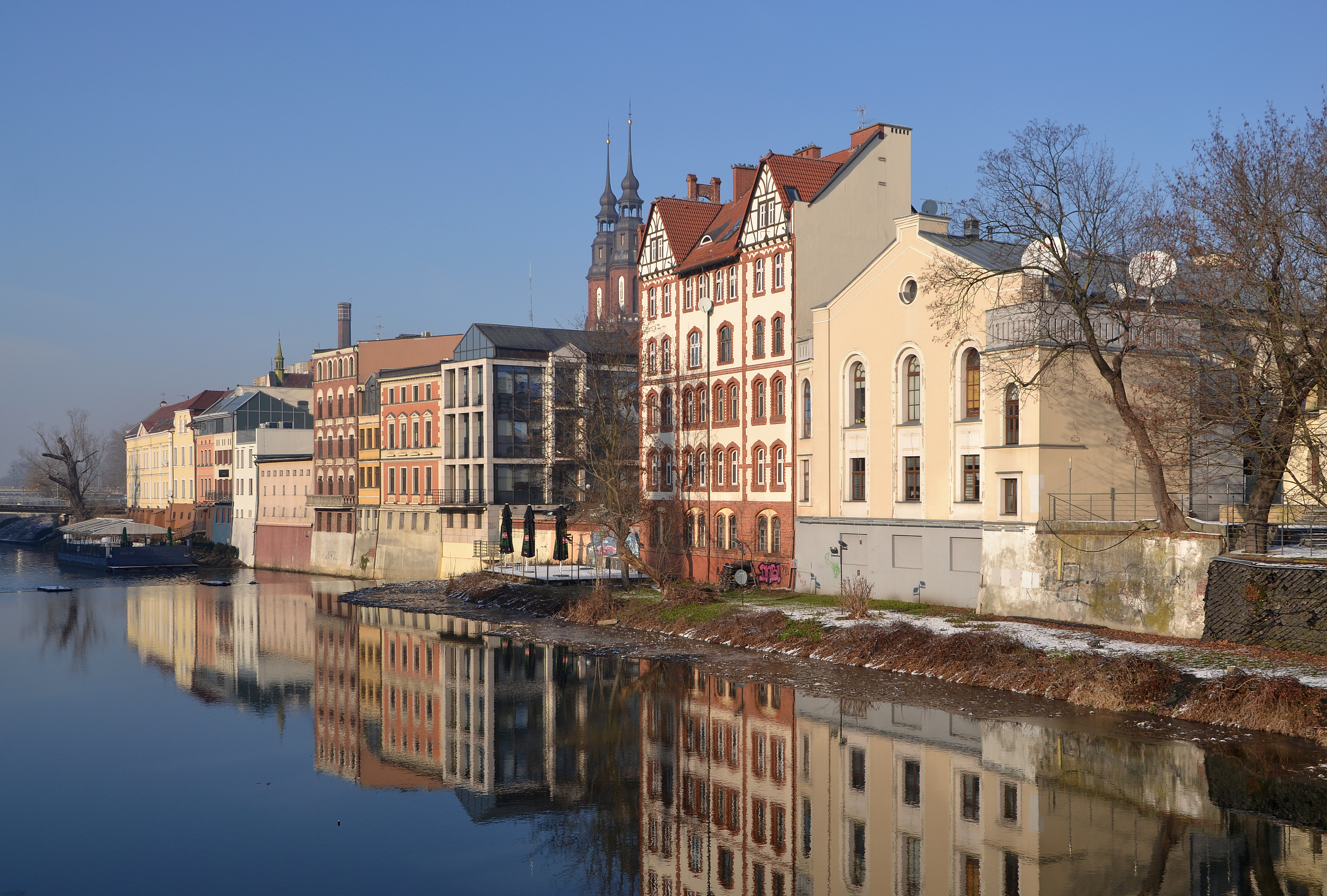
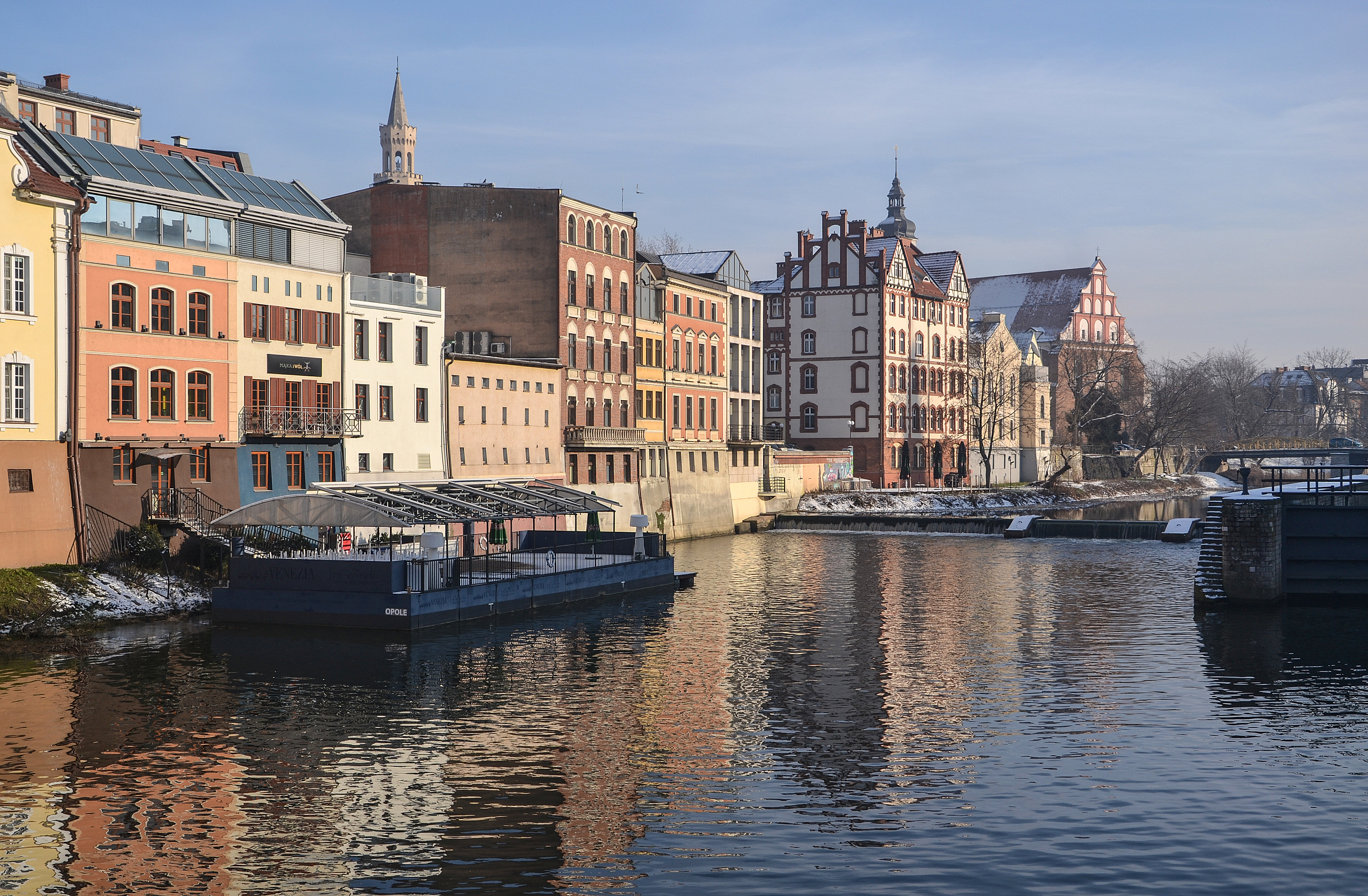
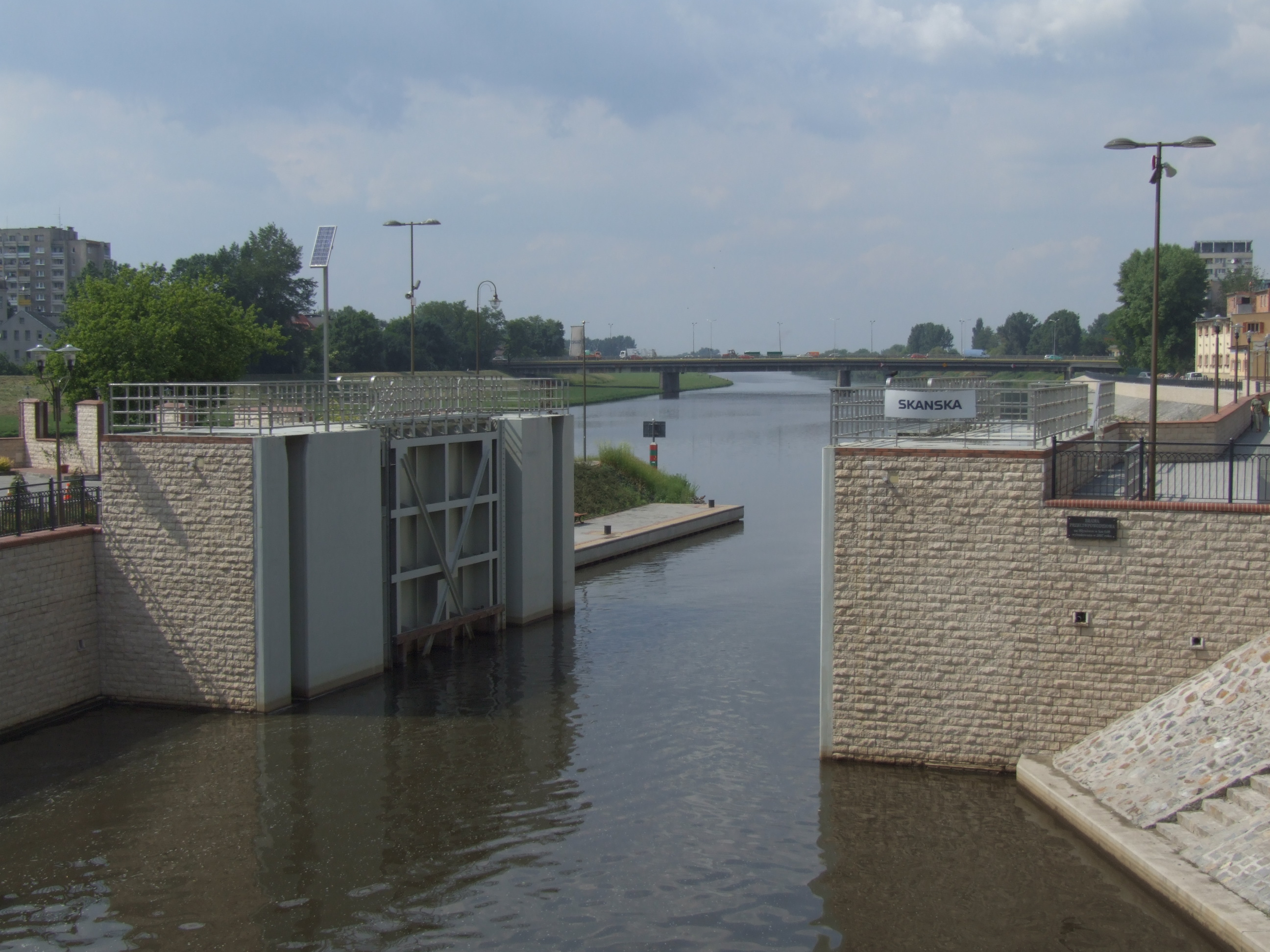
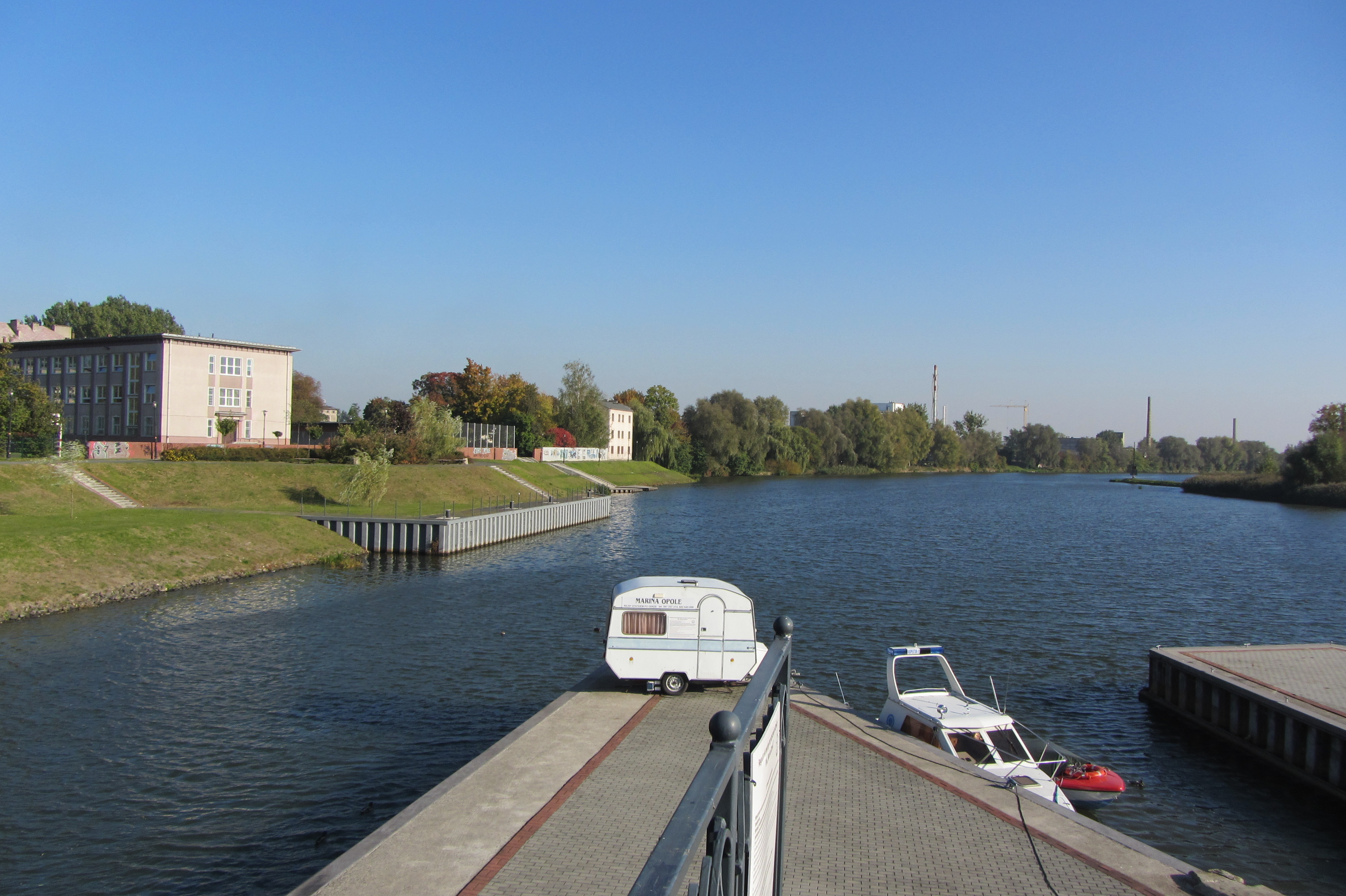